# Sarphatistraat 102-104
De gebouwen Sarphatistraat 102-104 besloegen tot 1988 het Emma Kinderziekenhuis, alsmede een aanpalende directeurswoning aan de Sarphatistraat te Amsterdam-centrum. In het jaar 2016 opent het Spinoza Hotel hier haar deuren.
De gebouwen werden gebouwd om de voorloper van het Emma Kinderziekenhuis van arts Samuel de Ranitz te herbergen dat vertrok van de Oudezijds Achterburgwal. Het was toen 1872. Architect P.J. Hamers ontwierp het gebouw, dat ingeklemd ligt tussen de Sarphatistraat (genoemd naar Samuel Sarphati, ook arts) en de Spinozastraat. In het genoemde jaar kwam ook de directeurswoning gereed. In 1899 kreeg het ziekenhuis haar definitieve naam van beschermvrouw koningin-regentes Emma. Het complex werd nadien steeds verder uitgebreid, totdat in de jaren tachtig van de 20e eeuw duidelijk werd, dat er geen ruimte meer was voor verdere uitbreiding. Het toenmalige gebouw kende al gebreken, die in de loop der jaren alleen maar toenamen. Het kinderziekenhuis werd geïntegreerd in het Academisch Medisch Centrum. Vervolgens bleef de Universiteit van Amsterdam wel eigenaar, maar kon eigenlijk niets met het specifieke gebouw. Een studie naar een grote verbouwing leverde op dat men met het door talloze verbouwingen (in bouwstijl) aangetaste gebouw niet zoveel meer kon. Er werd besloten tot sloop, waarbij wel bepaald werd, dat de originele voorgevels van de gebouwen 102 en 104 opgenomen moesten worden in een nieuw ontwerp voor deze plaats. 